# Mustafa Tuna
Mustafa Tuna, né en 1957 à Şarkışla, est un homme politique turc, membre de l'AKP, et maire d'Ankara du 6 novembre 2017 à avril 2019.

## Carrière
De 2002 à 2007, il est le député d'Ankara. En 2009, il est élu maire de Sincan, une municipalité de l'agglomération d'Ankara.
Le 28 octobre 2017, alors que des purges politiques sont en cours Turquie, le maire d'Ankara Melih Gökçek est poussé à la démission par le président Recep Tayyip Erdoğan. Mustafa Tuna est alors désigné candidat AKP à sa succession par Erdogan. Le 6 novembre 2017, le conseil municipal d'Ankara l'élit maire, à 104 voix pour, contre 29 votes blancs et 3 nuls.